# Stiftung Preußische Seehandlung
Die Stiftung Preußische Seehandlung ist eine 1983 aus der Liquidation der Preußischen Staatsbank hervorgegangene Stiftung mit Sitz in Berlin. Sie ist im Bereich Kultur und Wissenschaftsförderung in Berlin sowohl fördernd als auch operativ tätig. So unterstützt die Stiftung mit ihrem Förderprogramm einerseits regelmäßig Kultur und Forschungsprojekte in Berlin, andererseits werden Kunstpreise vergeben, unter anderem der Berliner Literaturpreis verbunden mit der Gastprofessur für deutschsprachige Poetik am Peter-Szondi-Institut der FU Berlin und der Theaterpreis Berlin während des Berliner Theatertreffens. Beide Preise werden alljährlich von dem Regierenden Bürgermeister von Berlin vergeben. Neben diesen beiden Preisen lobt die Stiftung drei weitere dotierte Auszeichnungen aus: den Friedlieb Ferdinand Runge-Preis für unkonventionelle Kunstvermittlung, das Eberhard Roters-Stipendium für Junge Kunst sowie die Rahel-Varnhagen-von-Ense-Medaille.

## Stiftungsprogramm
Zweck der Stiftung Preußische Seehandlung ist die Förderung von Kunst und Kultur sowie Wissenschaft und Forschung in und für Berlin. Im kulturellen Bereich fördert sie insbesondere die Literatur in Berlin (Veranstaltungen in den Berliner Literatureinrichtungen, Autorenlesungen, literarische Ausstellungen). Im wissenschaftlichen Bereich fördert sie die historische Forschung über die Berliner und die brandenburgisch-preußische Geschichte sowie berlinbezogene wissenschaftliche Arbeiten (Symposien, Konferenzen, Tagungen, Forschungsprojekte an Wissenschaftseinrichtungen in Berlin).

## Fördertätigkeiten
Die Stiftung ist darauf ausgerichtet, die Berliner Kultur- und Wissenschaftslandschaft zu fördern. Dazu nutzt die Stiftung unter anderem Preise und Stipendien.

### Stiftungseigene Preise
Zu den ausgewiesenen stiftungseigenen Preisen und Stipendien gehört der seit 1988 verliehene Theaterpreis Berlin für herausragende Verdienste um das deutschsprachige Theater. Der Theaterpreis wird jährlich während des Berliner Theatertreffens vergeben, dessen 25-jähriges Bestehen 1988 Anlass seiner Begründung war, und ist mit 20.000 Euro dotiert. In der Vergangenheit erhielten Persönlichkeiten wie George Tabori (1988), Heiner Müller (1966), Frank Castorf und Henry Hübchen (2000), Elfriede Jelinek (2002), Corinna Harfouch (2015), Sandra Hüller (2020) oder Sivan Ben Yishai (2023) den Theaterpreis.
Seit 1989 wird der Literaturpreis zur Förderung der deutschsprachigen Gegenwartsliteratur in erzählender und dramatischer Literatur sowie Lyrik verliehen. Gewürdigt werden damit Beiträge zur Entwicklung zeitgenössischer Literatur. Der Preis ist mit 30.000 Euro dotiert und seit 2005 mit dem Angebot für eine Berufung auf eine undotierte Gastprofessur an der Freien Universität Berlin verbunden. Zu den bisherigen Preisträgern gehören unter anderem die Literaturnobelpreisträgerin Herta Müller (2005), Durs Grünbein (2006), Ilija Trojanow 2007, Ulrich Peltzer (2008), Dea Loher (2009), Sibylle Lewitscharoff (2010), Thomas Lehr (2011), Rainald Goetz (2012), Lukas Bärfuss (2013), Hans Joachim Schädlich (2014), Olga Martynowa (2015), Feridun Zaimoglu (2016), Ilma Rakusa (2017), Marion Poschmann (2018), Clemens J. Setz (2019), Thomas Meinecke (2020), Monika Rinck (2021) und Steffen Mensching (2022).
Der Friedlieb Ferdinand Runge-Preis wird seit 1994 vergeben für außergewöhnliche Verdienste um die Vermittlung von Kunst im deutschsprachigen Raum. Friedlieb Ferdinand Runge ist der Name eines Chemikers, der in der Oranienburger Fabrik der Seehandlung tätig war. Das seit 2000 vergebene Eberhard Roters Stipendium für Junge Kunst dient zur Auszeichnung junger Künstler und Förderung ihrer Arbeit in den Sparten Malerei, Zeichnen, Bildhauerei, Künstlerische Fotografie, Aktions-, Installations- und Konzeptkunst. Mit der seit 1993 verliehenen Rahel-Varnhagen-von-Ense-Medaille, gefördert aus Mitteln der Stiftung und der Senatsverwaltung für kulturelle Angelegenheiten, werden Persönlichkeiten und in Berlin ansässige Gruppen und Institutionen ausgezeichnet, die sich in besonderer Weise um die Förderung des literarischen Lebens in Berlin verdient gemacht oder die sich in ihrem literarischen Werk in besonderem Maße mit Berlin in Geschichte und Gegenwart auseinandergesetzt haben. Die drei Preise (Friedlieb Ferdinand Runge-Preis, Eberhard Roters Stipendium und Rahel-Varnhagen-von-Ense-Medaille) werden seit Juni 2023 alternierend vergeben, also jeweils im Dreijahresrhythmus.

### Projektförderung
Die Stiftung konzentriert sich besonders auf Wissenschaftsförderung und Kulturförderung. Im Bereich der Wissenschaft fördert die Stiftung Projekte zur historischen Forschung über die Berliner und die brandenburgisch-preußische Geschichte und wissenschaftliche Arbeiten im Themenbereich Berlin. In der Kulturförderung ist die Stiftung besonders im Bereich Literatur tätig, indem sie Veranstaltungen finanziert und Stipendien vergibt. Veranstaltungen und Kooperationen unterstützt die Stiftung zum Beispiel gemeinsam mit dem Literaturhaus in der Fasanenstraße, dem Literarischen Colloquium Berlin oder dem Literaturforum im Brechthaus. Seit 2022 unterstützt die Stiftung das Wissenschaftskolleg zu Berlin finanziell bei der Vergabe von Gastaufenthalten und der Unterstützung von ukrainischen Wissenschaftlern.

## Geschichte

### Vorgeschichte
1772 wurde durch Friedrich II. von Preußen die Gründung der preußischen „Seehandlungsgesellschaft“ mit eigener Flotte als Wirtschaftsförderungsgesellschaft veranlasst. 1820 erklärte eine Kabinettsorder die Seehandlung, die zwischenzeitlich ministerieller Aufsicht unterstand, zu einem unabhängigen Geld- und Handelsinstitut des Staates. 1904 erfolgte die Umbenennung in Königliche Seehandlung (Preußische Staatsbank), 1918 in Preußische Staatsbank (Seehandlung). Infolge der Auflösung Preußens wurde die Staatsbank 1947 eine sogenannte „ruhende Altbank“.

### Gründung
Die rechtliche Grundlage für die Gründung der Stiftung Preußische Seehandlung wurde durch das vom Abgeordnetenhaus von Berlin beschlossene „Gesetz über die Verwendung des Vermögens öffentlich-rechtlicher Altbanken und Verbände des Kreditwesens“ vom 13. Mai 1983 geschaffen. Die für eine künftige Stiftung relevante Bestimmung legte fest, dass das Vermögen der bis dato existierenden, aber nach der Auflösung des preußischen Staates im Jahre 1947 obsolet gewordenen, brandenburgisch-preußischen Banken beziehungsweise Kreditanstalten auf dem Wege der Gesamtrechtsnachfolge auf die Berliner Pfandbriefbank übergehen sollte. Mit dieser Vermögensübertragung waren somit im Jahre 1983 auch die letzten übrig gebliebenen öffentlich-rechtlichen Körperschaften des aufgelösten preußischen Staates abgewickelt.
Im Zuge der endgültigen Liquidierung der Altbanken gemäß dem sogenannten „Altbankengesetz“ von 1953 wurde die Berliner Pfandbriefbank „ermächtigt“, das Restvermögen der Staatsbank in Höhe von 19 Millionen DM in die neu zu begründende Stiftung Preußische Seehandlung zuzuführen. Mit dieser Regelung sollte die Arbeit mit dem Restvermögen, in einem gewissen Maße wieder ihrem ursprünglichen Verwendungszweck entsprechend, zielgerichtet zum Wohle der Bevölkerung wirken, aber nicht mehr in einem geschäftsmäßigen, sondern in einem kulturellen und kulturpolitischen Sinne. Gleichzeitig sollte damit auch dem historischen Verdienst der alten Preußischen Seehandlung Rechnung getragen werden. Die Übertragung der 19 Millionen DM auf ein werbend tätiges Berliner öffentlich-rechtliches Kreditinstitut geschah unter anderem in der Absicht, dass das künftige Stiftungskapital sicher angelegt wäre und sich möglicherweise in Zukunft vermehren lassen werde. Man prognostizierte, dass der künftigen Stiftung nach den Geldmarktbedingungen der 1980er Jahre schätzungsweise jährlich 1,5 Millionen DM an Zinsen für ihre Fördertätigkeit zur Verfügung stehen würden. Maßgeblich beteiligt an der Einsetzung der Stiftung waren die Liquidatoren der Altbank, Lilliluise Ristow und Rudolf v. Bennigsen-Foerder sowie Dietrich Stobbe.
Als damaliger Regierender Bürgermeister von Berlin hatte Richard von Weizsäcker zudem politisch maßgeblich zur Gründung beigetragen und das Gesetz für die Stiftung verabschiedet, die „in erster Linie kulturelle und wissenschaftliche Aufgaben in Berlin und mit Berlinbezug“ fördern sollte. Am 18. Juli 1983 wurde die neue Stiftung mit Genehmigung ihrer Satzung rechtlich handlungsfähig. Dem ersten Stiftungsrat gehörte unter anderem kraft Amtes der Regierende Bürgermeister von Berlin Eberhard Diepgen als dessen Vorsitzender an, ebenso die Senatoren für Kulturelle Angelegenheiten und für Wissenschaft und Forschung, Volker Hassemer und Wilhelm Kewenig. Richard von Weizsäcker war zu dem Zeitpunkt bereits zum sechsten Bundespräsidenten der Bundesrepublik Deutschlands gewählt worden und somit nicht mehr direkt mit der Umsetzung der Stiftung betraut. Der zukünftigen Aufgabe entsprechend war der Senator für Kulturelle Angelegenheiten federführend mit der Errichtung der Stiftung und der Ausarbeitung einer Satzung beauftragt.
Walter Rasch wurde zum Vorsitzenden bestellt, während Horst Niemeyer sein Stellvertreter wurde. Mit seiner Bestellung zum Vorsitzenden wurde Walter Rasch gebeten, mit der Berliner Pfandbriefbank in Verbindung zu treten, um die Modalitäten der Übertragung des Stiftungsvermögens abzusprechen. Im Anschluss mussten mit der Berliner Pfandbriefbank offene Rechtsfragen geklärt werden, vor allem deshalb, weil die Deutsche Girozentrale als Treuhänderin der Brandenburgischen Sparkassen Altansprüche in Höhe von 1 bis 2 Millionen DM bei der Berliner Pfandbriefbank als Gesamtnachfolgerin geltend gemacht hatte. Eine Klärung dieser rechtlichen Angelegenheit wurde am 18. Dezember 1984 erzielt.
Am 18. Juli 1984, ein Jahr nach der förmlichen Gründung der Stiftung, fand die konstituierende Sitzung des Stiftungsvorstandes in Anwesenheit des Bürgermeisters im Senatsgästehaus in Berlin-Grunewald statt. Hinsichtlich des Förderprogramms wurden bereits auf dieser konstituierenden Sitzung Grundsätze aufgestellt, an die man sich in der Zukunft gehalten hat. Zum Prinzip wurde erhoben, dass die Stiftung in keinem Falle Aufgaben wahrzunehmen hätte, für die der reguläre Landeshaushalt aufkommen muss. Darüber hinaus sollte die Stiftung unabhängig und verwaltungsfern arbeiten und vor allem keine langfristigen Bindungen eingehen. Aus diesem Grunde wurden nicht nur eigenen Förderungsprogramme aufgestellt, sondern auch eigene Förderungskriterien. Dazu gehörte, dass das verfügbare Kapital nicht restlos verplant werden sollte, damit man zu jeder Zeit neue Initiativen ergreifen könne. Gleichzeitig wurde bestimmt, dass jeder Bürger antragsberechtig sein sollte. Obwohl auf der Sitzung eine Reihe von Förderungsanträgen vorlag, fand noch keine konkrete Beratung darüber statt, denn der Stiftungsvorstand wollte erst die Generallinie festgelegt sehen, ehe an deren Umsetzung gearbeitet wurde. Konkret beschlossen wurde nur, welche Schwerpunkte die Förderung haben sollte. Das waren unter anderem erstens die Mithilfe bei der Gestaltung von Gedenktagen hervorragender Persönlichkeiten der preußischen Geschichte. Zweitens, Förderung der Literatur, gegebenenfalls Ausschreibung eines Preises für auf Berlin bezogene Literatur und drittens eine zeitlich begrenzte Einrichtung von Stiftungslehrstühlen. Auch wurde die numismatische Gestaltung der Rahel-Varnhagen-von-Ense-Medaille erstmalig behandelt.
Am 12. Dezember 1984 wurde der Erwerb des Nachlasses des 1977 verstorbenen Publizisten und Schriftstellers Hans Habe für das Landesarchiv Berlin beschlossen. Nach Verhandlungen erwarb die Stiftung den Nachlass für eine Summe von 180.000 DM. Der Ankauf zog weitere kulturelle Aktivitäten nach sich und stärkte den Standort Berlin. Weiterhin wurde im selben Zeitraum das Archiv der Gruppe 47 einschließlich des Archivs von Hans Werner Richter für das Archiv der Akademie der Künste erworben. Außerdem wurde die Vergabe je eines Wissenschaftspreises und eines Literaturpreises beschlossen, für die insgesamt 100.000 DM zur Verfügung stehen sollten. Zudem wurde eine Förderung von Kinder- und Jugendliteraturvorlesungen für das Jahr 1985 beschlossen. Abschließend wurde von der Stiftung für die Jahre 1984 bis 1986 ein Schwerpunktprogramm endgültig verabschiedet. Mit der Etablierung von Stiftungsrat und Stiftungsvorstand, der Regelung der Finanzen und dem Beschluss eines Generalplanes für die Förderung war die eigentliche Gründungsphase der Stiftung im Wesentlichen abgeschlossen.

### Geschäftsaufnahme
Nach der anfänglichen Nutzung mehrerer provisorischer Geschäftsräume, bezog die Stiftung im Dezember 1987 ihre Geschäftsräume am Spandauer Damm 19 in Charlottenburg, direkt gegenüber dem Schloss Charlottenburg. Seitdem hat die Stiftung dort ihren Sitz. Die feierliche Einweihung der neuen Geschäftsräume erfolgte am 4. Dezember 1988 in Anwesenheit des Bundespräsidenten Richard von Weizsäcker. Mit Aufnahme ihrer offiziellen Arbeit, durch die konkrete Fördertätigkeit, hatte die Stiftung 1985 450.000 DM, 1986 1.173.000 DM und 1987 1.235.000 DM an Stiftungsmitteln ausgegeben. Das Stiftungsvermögen 2023 beläuft sich auf 10,6 Mio. Euro.

### Weiterer Verlauf - Aufnahme der Förderung
1988 wurde zum ersten Mal das jährliche Autorenstipendium für Kinder- und Jugendliteratur vergeben, mit dem literarische Qualität von Publikationen gezielt gefördert werden soll. Ebenfalls 1988 wurde der jährliche Theaterpreis Berlin errichtet. 1993 wurde mit einem Stipendium der Beginn der Edition der Herausgabe der Tagebücher von Victor Klemperer möglich gemacht. Seit 1994 wird der Friedlieb Ferdinand Runge-Preis für unkonventionelle Kunstvermittlung vergeben, dessen Dotation zur Verwendung für neue künstlerische Aufgaben bestimmt ist. Seit 1989 wird der Literaturpreis zur Förderung der deutschsprachigen Gegenwartsliteratur in erzählender und dramatischer Literatur sowie Lyrik vergeben.
Von 1994 bis 2003 wurde das Berlinstipendium für Schriftsteller aus Mittel und Osteuropa vergeben, mit welchem ein Zusammenwachsen unterschiedlicher Kulturen gefördert werden sollte.
Bis 2003 wurden insgesamt 274 Anträge auf Wissenschaftsförderung bewilligt, in der Kulturförderung waren dies etwa 400. Hinzu kommen 109 Eigenprojekte und 57 Kooperationsprojekte, sodass die Gesamtzahl der Kulturförderungsfälle bis 2003 insgesamt 550 zählte. Zudem wurden bis 2003 135 wissenschaftliche Publikationen gefördert sowie 94 Förderungen für Publikationen im Kulturbereich. Hinzu kamen 13 Stipendien und zwei Stiftungsprofessuren.

## Persönlichkeiten der Leitung (Auswahl)
Mitglied des Stiftungsvorstand sind u. a. Jens Jessen, Nike Wagner, Walid Nakschbandi und Dagmar Reim. Zum Stiftungsrat gehören Kai Wegner (Vorsitzender) - kraft Amtes, Ina Czyborra - kraft Amtes, Joe Chialo - kraft Amtes, Daniela Billig - vom Abgeordnetenhaus entsandt, Robert Schaddach - vom Abgeordnetenhaus entsandt, Hermann Parzinger - kooptiert, Maria Müller-Sommer - kooptiert, Horst Bredekamp - kooptiert, Barbara Stollberg-Rilinger - kooptiert.